# N378 (België)
De N378 is een gewestweg in de Belgische provincie West-Vlaanderen. De weg heeft een totale lengte van 2,5 kilometer.

## Traject
De N378 loopt vanaf de N376 op de grens van Ramskapelle met Oostkerke in zuidoostelijke richting tot aan de N374 in Oostkerke. De weg loopt parallel met het Leopoldkanaal.